# L'assassí de Rosemary
L'assassí de Rosemary (títol original: The Prowler) és una pel·lícula de terror del 1981 del subgènere slasher, dirigida per Joseph Zito. Compta amb els efectes especials i maquillatge de Tom Savini. Va ser protagonitzada per Vicky Dawson, Christopher Goutman, Lawrence Tierney, Farley Granger, Cindy Weintraub, Lisa Dunsheath, David Sederholm, i Donna Davis. Ha estat doblada al català.

## Argument
Un noticiari informa que milers de veterans tornen als Estats Units en un vaixell britànic, tan bon punt el seu treball en la Segona Guerra Mundial ha finalitzat. La següent escena mostra una carta de 1944, en la qual una jove anomenada Rosemary (Joy Glaccum) acaba la relació amb el seu promès que va anar a la guerra, argumentant que ja no pot esperar més. La nit del 28 de juny de 1945, el poble de Avalon Bay celebra un ball de graduació. Entre els assistents està Rosemary, que va a un llac proper al costat del seu nou promès Roy (Timothy Wahrer) per estar tots sols. Mentre estan besant-se, els joves són atacats i assassinats per algú vestit com a soldat. L'assassí abandona el lloc deixant una rosa vermella a la mà de Rosemary.
El 28 de juny de 1980, el poble torna a organitzar un ball de graduació, la qual cosa no s'havia fet des del crim que havia tingut lloc 35 anys enrere. La prohibició havia estat ordre de l'alcalde Chatham (Lawrence Tierney), que era el pare de Rosemary. Pam MacDonald (Vicky Dawson), encarregada de l'organització de l'esdeveniment, va amb el comissari George Fraser (Farley Granger) per parlar del ball. A l'estació de policia descobreix que la botiga d'un poble proper ha estat  robada, i els policies creuen que el delinqüent podria anar a Avalon Bay. El comissari li resta importància a l'assumpte i posa a càrrec de l'estació a l'oficial Mark London (Christopher Goutman), mentre ell se'n va de pesca.
Mentre Pam i les seves amigues s'apunten al ball, un home vestit de soldat també es prepara. Tan bon punt la jove surt de casa seva en direcció a la festa, l'individu entra i assassina a dues de les seves amigues, Sherry i Carl. En el ball, Pam taca el seu vestit amb ponx i torna a casa per canviar-se de roba. En arribar troba a l'assassí, que estava amb el rostre cobert. El soldat la persegueix però la jove aconsegueix escapar de la casa, trobant-se amb l'alcalde Chatham que està en una cadira de rodes. La jove li explica el que ha passat a Mark i el policia va a investigar. Atès que el dormitori està amb la porta tancada, Mark no veu els cadàvers de Sherry i Carl, trobant solament petjades de botes i de cadira de rodes al pati.
Pam i Mark van a la casa de l'alcalde Chatham, però està buida. Els joves entren i Pam descobreix un vell àlbum fotogràfic, en l'interior del qual hi ha unes fotografies de la seva filla i una rosa. Pam i Mark tornen al ball i informen del que rondava a una professora, que ordena als assistents que no surtin de l'edifici fins que hi hagi més claredat sobre l'assumpte. No obstant això, l'anunci no és escoltat per Lisa, qui havia sortit minuts abans per nedar en la piscina. La jove és atacada i assassinada pel soldat. Mentrestant, Pam i Mark porten al promès de Lisa a l'estació de policia, atès que estava embriac i violent. Després van al cementiri, ja que els van informar que algú havia entrat sense permís al lloc. Allí troben que la tomba de Rosemary Chathman havia estat oberta, i en el taüt van posar el cadàver de Lisa.
Mark intenta contactar amb el comissari però sense èxit. Després, Mark i Pam tornen a la casa de l'alcalde Chatham per inspeccionar-la. Mentre revisen les habitacions, Mark és colpejat per un cop del soldat. En veure un collaret penjant de la xemeneia, Pam fa un cop d'ull i descobreix que corresponia a l'esquelet de Rosemary. La jove és atacada pel soldat, que la persegueix per la casa. Abans de ser ganivetada pel soldat, Pam és rescatada per un habitant del poble anomenat Otto, que dispara a l'assassí. No obstant això, el soldat torna a aixecar-se i mata a Otto. L'assassí forceja amb Pam a terra i la jove descobreix que és el comissari Fraser. Després, Pam agafa una escopeta i el mata.
L'endemà, Pam torna al seu dormitori i escolta que la dutxa encara segueix oberta. La jove entra al bany i veu els cadàvers de Sherry i Carl a la dutxa. Llavors, Carl estén el seu braç cap a Pam i intenta agafar-la, davant la qual cosa la jove crida.

## Repartiment
- Vicky Dawson: Pam MacDonald
- Christopher Goutman: Diputat Mark London
- Lawrence Tierney: Major Chatham
- Farley Granger: xèrif George Fraser
- Cindy Weintraub: Lisa
- Lisa Dunsheath: Sherry
- David Sederholm: Carl
- Bill Nunnery: recepcionista Hotel
- Thom Bray: Ben
- Diane Rode: Sally
- Bryan Englund: Paul
- Donna Davis: Miss Allison
- Carleton Carpenter: 1945 M.C
- Joy Glaccum: Francis Rosemary Chatham
- Timothy Wahrer: Roy
- John Seitz: Pat Kingsley
- Bill Hugh Collins: Otto
- Dan Lounsbery: Jimmy Turner